# Attentato al bus Tbilisi-Ağdam del 1990
L'attentato all'autobus di Tbilisi-Ağdam del 1990, noto anche come attentato all'autobus di Khanlar del 1990, si verificò il 10 agosto 1990, nelle vicinanze di Khanlar (o Göygöl) quando un ordigno esplose in un autobus a 12,5 km di distanza dalla seconda città più grande dell'Azerbaigian, Ganja.

## Vittime
L'autobus con 60 passeggeri a bordo stava viaggiando dalla capitale georgiana di Tbilisi alla città azera di Ağdam.  I rapporti sulle morti vanno da 15 a 20. Il numero dei feriti con lesioni di vario grado varia da 16 a 30.

## Autori
L'attentato fu effettuato da due armeni etnici. L'Azerbaigian affermò che erano agenti della forse inesistente organizzazione militante Vrezh, con sede a Rostov sul Don. Il debutto dell'organizzazione fu l'attentato di un autobus Tbilisi-Baku del 16 settembre 1989, che provocò la morte di 5 civili e il ferimento di 27.
I due uomini erano Armen Mikhailovich Avanesyan e Mikhail Mikhailovich Tatevosov (Tatevosyan). Le forze di sicurezza azere affermarono di averli arrestati prima che fosse realizzato il loro prossimo attentato sulla stessa rotta Agdam-Tbilisi, pianificato per il 17 giugno 1991.
La Corte Suprema dell'Azerbaigian li accusò e li dichiarò colpevoli nel maggio 1992, condannando rispettivamente Avanesyan e Tatevosyan a morte e a 15 anni di reclusione. Tatevosov fu successivamente scambiato con un ostaggio azero nel distretto di Tartar dell'Azerbaigian nel maggio 1992.